# K-Rauta

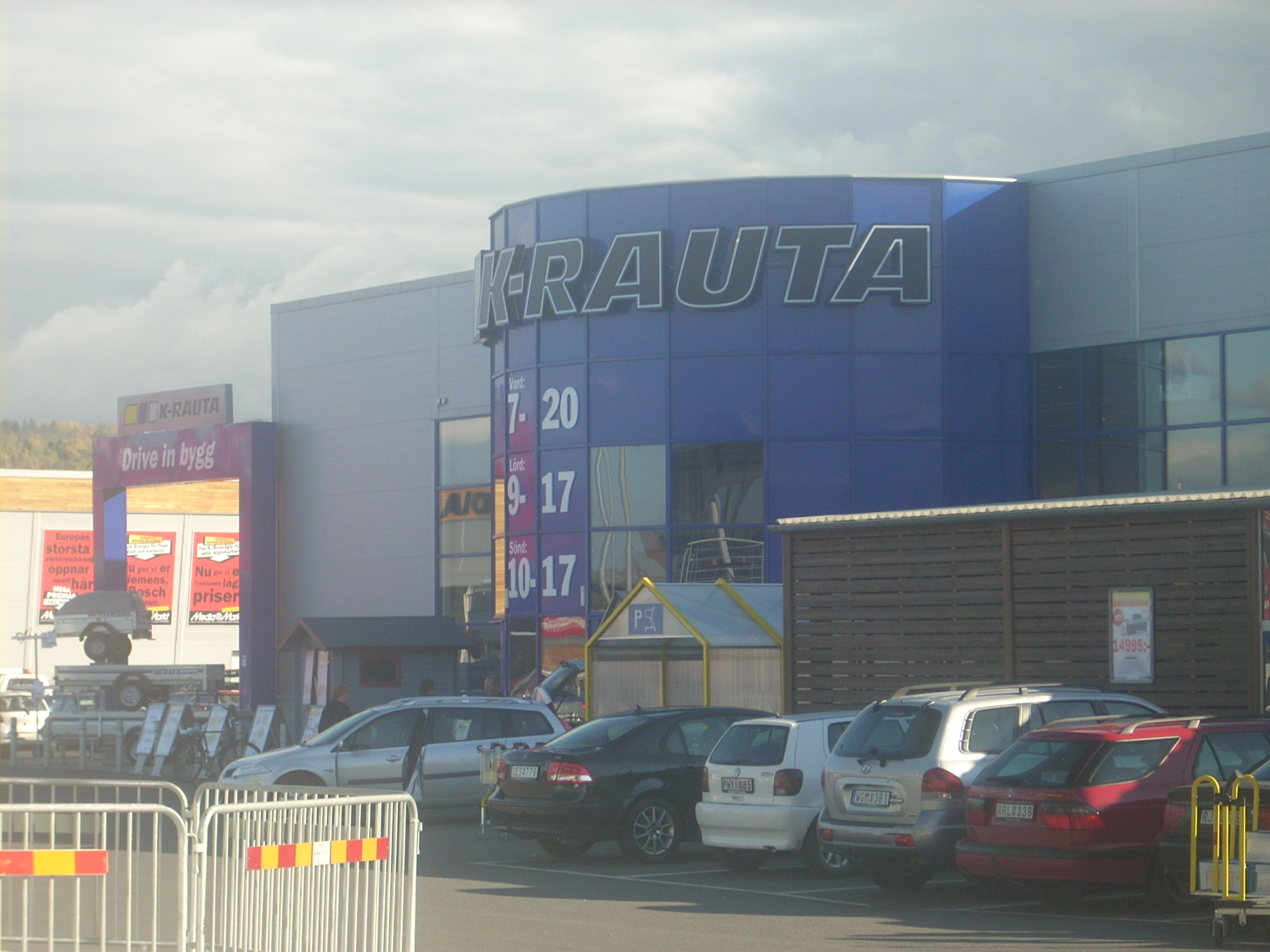
Typisches K-Rauta-Baumarktdesign

K-Rauta ist eine finnische Baumarkt-Handelskette mit Firmensitz in Helsinki. Die Marke K-Rauta gehört zur börsennotierten Kesko-Gruppe. K-Rauta ist einer der führenden finnischen Heimwerkermärkte mit alleine 40 Filialen in Finnland.   
Der erste schwedische K-Rauta Baumarkt wurde im April 1996  eröffnet. Heute ist K-Rauta in Schweden in Bromma, Eskilstuna, Gävle, Halmstad, Haparanda, Häggvik, Järfälla, Kungens Kurva, Jönköping, Linköping, Malmö, Mölndal, Norrköping, Sundsvall, Södertälje, Täby, Umeå, Uppsala, Växjö und Örebro vertreten und beschäftigt alleine in Schweden rund 1000 Mitarbeiter. 2012 wurde in Linköping in der schwedischen Provinz Östergötlands län ein weiterer Markt eröffnet. Weiter K-Rauta Baumärkte befinden sich in Lettland, Estland, Litauen, Norwegen und Russland.